# Baszta Biała
Baszta Biała, zwana też Białą Wieżą (niem. Weißer Turm) – zabytkowa, średniowieczna baszta w Gdańsku, znajdująca się w Śródmieściu na Starym Przedmieściu. 

## Historia

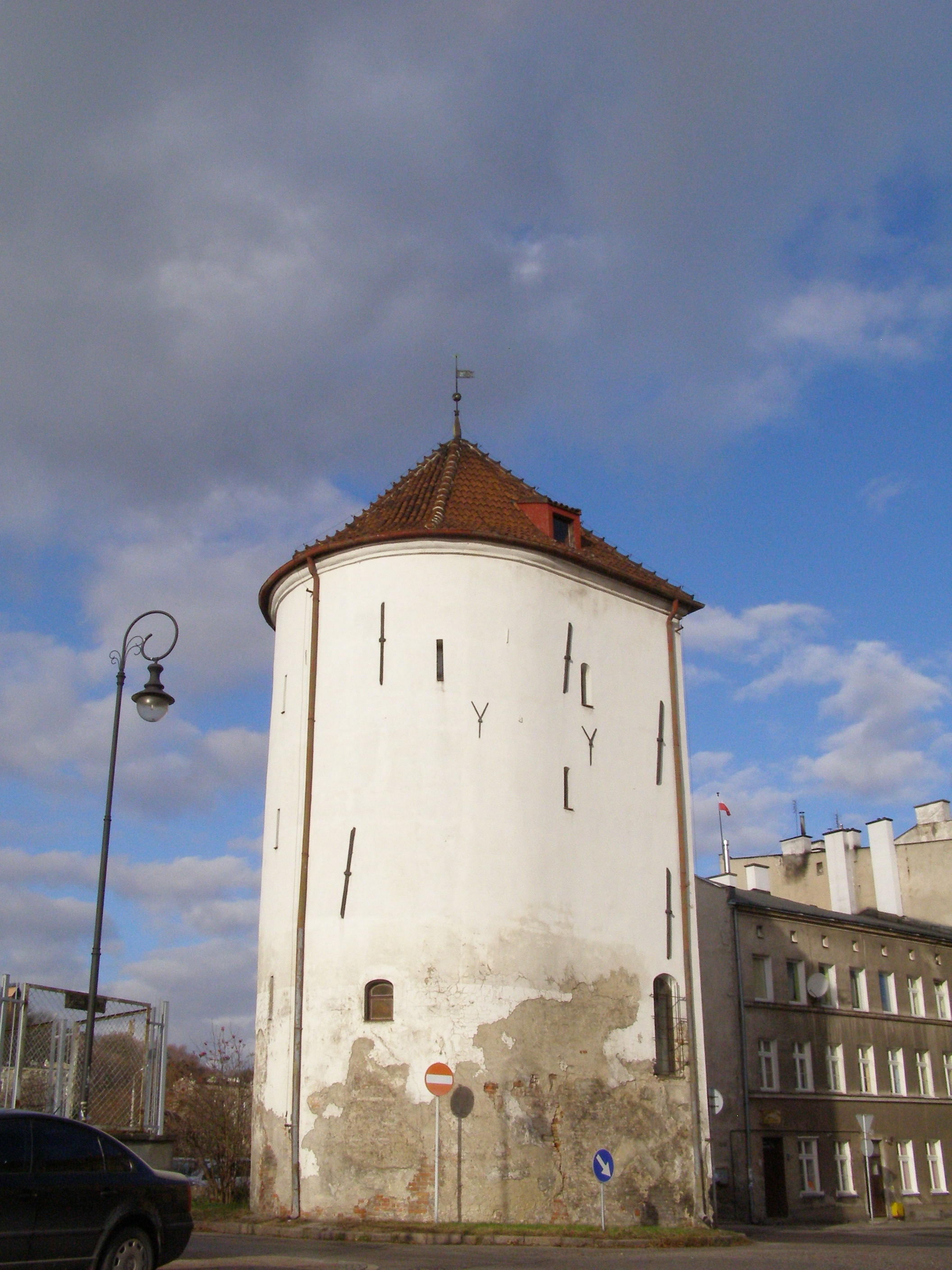
Strona zewnętrzna

Sąsiednie Stare Przedmieście zostało przyznane Głównemu Miastu przez Krzyżaków najprawdopodobniej około 1342, a w drugiej połowie XV wieku uzyskało mury obronne. Wojna trzynastoletnia (1454–1466) uświadomiła gdańszczanom konieczność otoczenia fortyfikacjami także Starego Przedmieścia. 1463-1490 powstał długi na ponad 1 km ciąg murów z dwoma bramami i co najmniej siedmioma basztami, z których zachowały się tylko Baszta Biała, Baszta Pod Zrębem i fundamenty Baszty Nowej (odkopane w maju 2018).
Baszta została wybudowana z cegły 1460-1461 na planie koła i nakryta dachem stożkowym. Otynkowano ją i pomalowano na biało, stąd wzięła się jej nazwa. Służyła jako część fortyfikacji miasta Gdańska, lecz po wybudowaniu zewnętrznych fortyfikacji nowożytnych (początek XVII wieku) przestała pełnić funkcje obronne i w 1670 została zamieniona na magazyn prochowy.
Większość fortyfikacji otaczających Gdańsk została rozebrana pod koniec XIX wieku. Baszta została w znacznym stopniu uszkodzona podczas II wojny światowej (zniszczony dach i część murów, wypalone wnętrze). W 1948 odbudowano ją. W latach 80. XX w. podczas remontu odkryto na jej wewnętrznych ścianach nowożytne malowidła ścienne. Została wykupiona od miasta w 1981 i odrestaurowana przez klub wysokogórski, który obecnie ma tam swoją siedzibę.